# تپه گورستان چلغایی
تپه قبرستان چلغایی مربوط به هزاره اول قبل از میلاد است و در شهرستان بناب، بخش مرکزی، روستای چلغایی واقع شده و این اثر در تاریخ ۱۷ اسفند ۱۳۸۱ با شمارهٔ ثبت ۷۵۳۳ به‌عنوان یکی از آثار ملی ایران به ثبت رسیده است.